# Roos
Roos è un villaggio (village) e parrocchia civile (Civil Parish - CP) di 1 168 abitanti (2011) situata nell'East Riding of Yorkshire, in Inghilterra, a circa 12 miglia (19,3 km) a est del centro cittadino di Kingston upon Hull e 3,5 miglia (5,6 km) a nord ovest di Withernsea, sulla B1242 road.